# Chokolademousse
Chokolademousse (fransk "skum") er en dessert, der indeholder chokolade. Retten indeholder mange små luftbobler, der giver den en let luftig tekstur. Den kan variere fra let og luftig til cremet og tyk afhængigt af teknikken den er fremstillet ved. Chokolademousse tilberedes typisk med pisket æggehvide eller flødeskum. Husblas kan også benyttes til at gøre moussen stiv. Både hvid og mørk chokolade kan bruges til at give retten smag, og den ses pyntet med f.eks. frugt eller som bestanddel i kage.
| Mad og drikke | Spire Denne artikel om mad og drikke er en spire som bør udbygges. Du er velkommen til at hjælpe Wikipedia ved at udvide den. |